# 시집 갈래요
"시집 갈래요"는 한국에서 제작된 이상언 감독의 1974년 영화이다. 김청자 등이 주연으로 출연하였고 김인동 등이 제작에 참여하였다.

## 출연

### 주연
- 김청자
- 허장강
- 최인숙
- 김진